# Музей Средневековья (Париж)
Национальный музей Средних веков: Термы и Отель Клюни́ (фр. Musée national du Moyen Âge - Thermes et hôtel de Cluny), или просто музей Клюни, — музей в 5-м округе Парижа, в центре Латинского квартала. Расположен в «Отеле Клюни́» — средневековом здании бывшего бенедиктинского монастыря XV века. Хранит одну из самых значительных в мире коллекций предметов быта и искусства Средних веков.

## История
Полное название музея (Национальный музей Средних веков -Термы и Отель Клюни) раскрывает историю здания. Во II—III веках на этом месте находились галло-римские термы, позднее получившие название Термы Клюни. Части этого сооружения (фригидариум и кальдариум) раскрыты археологами и экспонируются во дворике и залах музея.
В 1485—1498 годах аббат Жак де Амбуаз (фр. Jacques d'Amboise) решил перестроить остатки древнеримских сооружений под собственную резиденцию с парадным двором и садом. К резиденции аббат пристроил «отель» (так в то время называли подворье для прибывающих монахов) бенедиктинской конгрегации ордена Клюни. В XIII—XV веках аббатство в Клюни было одним из главных центров латинской культуры и образования во Франции. Аббатство подчинялось непосредственно папе римскому и его назвали «столицей монашества».
Согласно археологической реконструкции, первая постройка Отеля Клюни представляла собой здание романского стиля с типично византийской «полосатой» кладкой из плинфы «с утопленным рядом», полуциркульными арками и крестовыми сводами. Позднее здание перестраивали в стиле поздней «пламенеющей готики»: высокие кровли с люкарнами и ажурной балюстрадой по периметру внутреннего двора, два ряда окон с переплётами типа «гвельфского креста», пятиугольная башня с лестницей, готические орнаменты трифолия (трилистника). Особенно примечательна готическая капелла. От могучей опоры в центре зала лучеобразно расходятся нервюры свода. Вдоль стен — ряд консолей со статуями членов семьи Амбуаз под ажурными каменными балдахинами.
В 1515 году здание бывшего отеля стало резиденцией Марии Английской — вдовы Людовика XII. Во время Французской революции монастырь был национализирован.
В 1832 году археолог и архитектор Александр Ленуар представил проект, предусматривающий соединение руин галло-римских терм Юлиана с Отелем Клюни — пустующими помещениями бывшего отеля для приезжающих в Париж монахов. Проект обратил на себя внимание правительства, и Ленуару было поручено подробно его разработать и осуществить. Его работа была отмечена Академией и одобрена Генеральным инспектором исторических памятников (l’Inspecteur général des Monuments historiques) Людовиком Вите. Александр Ленуар был назначен архитектором создания нового учреждения. 17 марта 1844 года, через десять лет после презентации первого проекта и нескольких месяцев работы, состоялось торжественное открытие Музея Клюни, которым Ленуар руководил в течение сорока лет.
В реставрации Отеля принимал участие выдающийся историк французского Средневековья и коллекционер Александр дю Соммерар. По завершении реставрации он приобрёл здание бывшего Отеля Клюни и разместил в нём своё уникальное собрание: полторы тысячи предметов средневековой и ренессансной мебели, тканей, изделий из дерева, кости, металла. Соммерар составил каталог своей коллекции. После кончины коллекционера в 1842 году его коллекция была выкуплена государством у родственников, и с тех пор музей Клюни является государственным, а прилегающая улица де Матюрен была переименована в улицу Соммерар (Rue du Sommerard). С 1885 года директором музея был Альфред Дарсель.
Музей был реконструирован в 1907 году, в 1939 году временно закрыт, а после войны значительно расширен за счёт реставрации древнеримских терм.

## Экспозиция музея

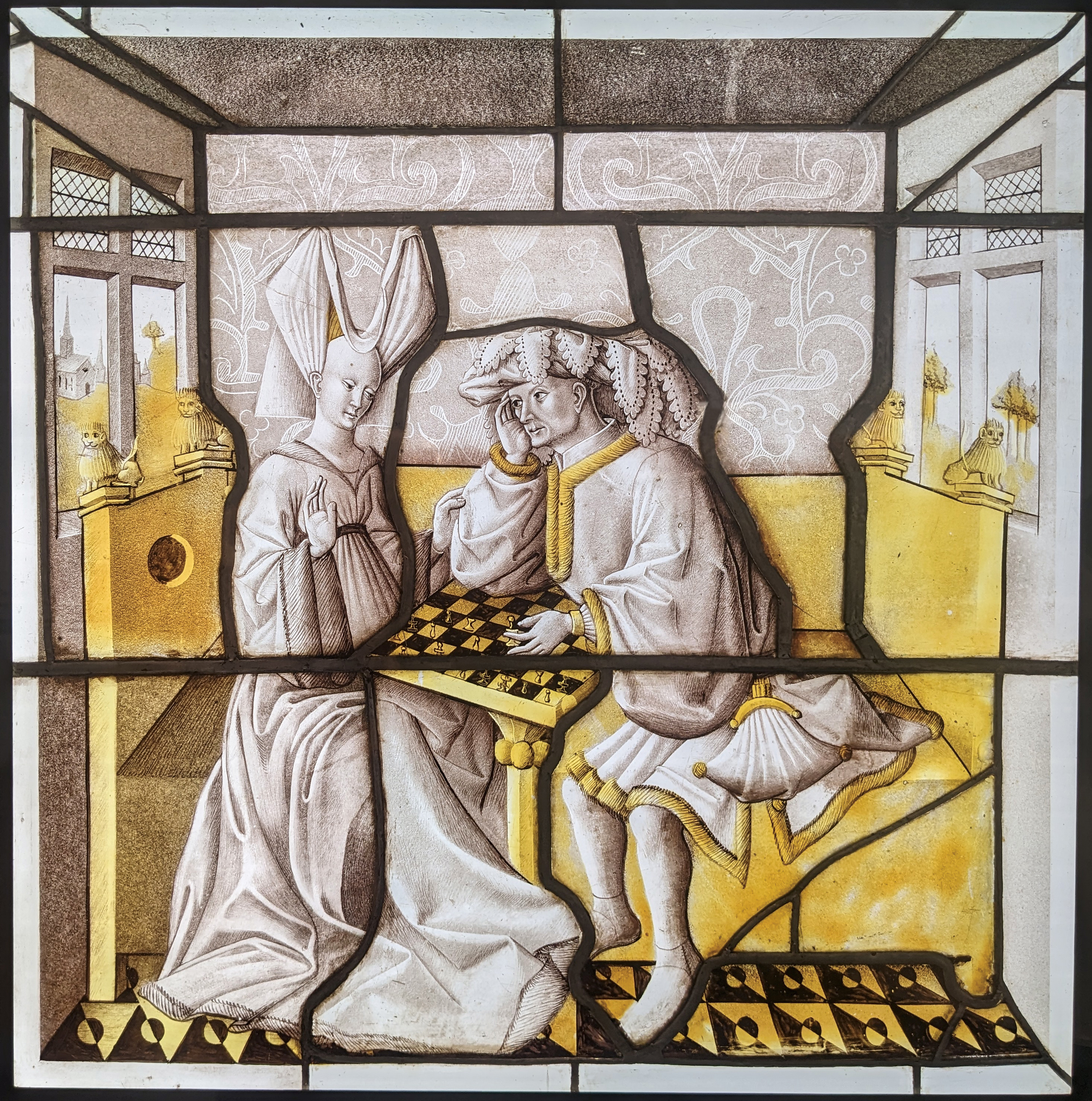
Витраж «Шахматисты», ок. 1450

Само здание музея Клюни является достопримечательностью: как галло-римская часть, так и средневековые постройки. Музей занимает 3 500 м² и насчитывает более 23 тысяч единиц хранения. Коллекция включает в себя богатое собрание скульптур, шпалер, витражей и других предметов декоративно-прикладного искусства, многочисленные предметы обихода, а также некоторое количество картин (старая живопись экспонируется по преимуществу в Лувре).
В музее представлены:
- деревянные и каменные скульптуры XII—XIII веков
- средневековые шпалеры
- витражи (в том числе витраж «Шахматисты»)
- миниатюры
- ювелирные изделия и эмали
- изделия из слоновой кости
- предметы обихода (замки, ключи, монеты, инструменты)

### Серия шпалер «Дама с единорогом»

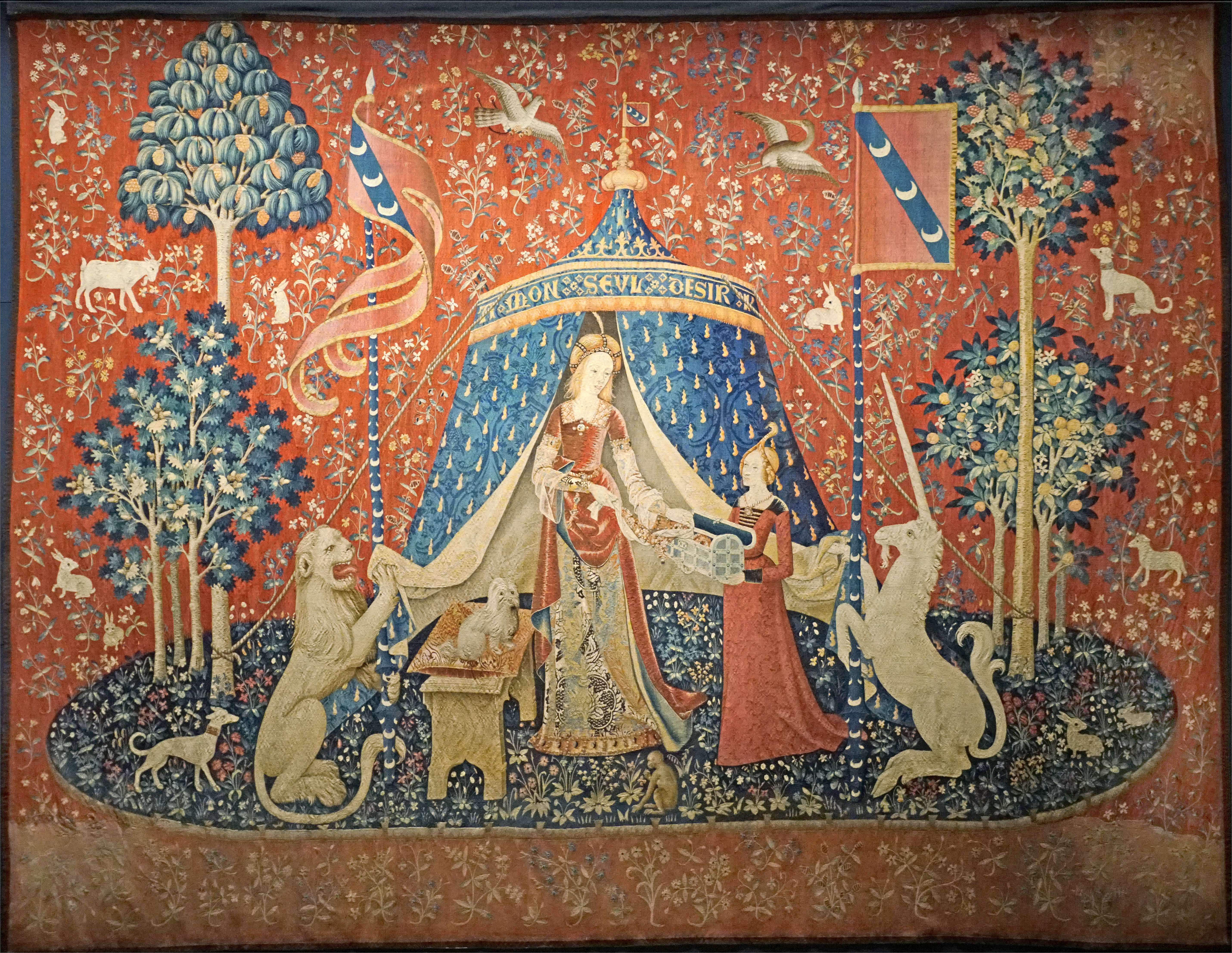
Шпалера серии «Дама с единорогом». XV век

Название серии «Дама с единорогом» условно и возникло в XIX веке. Настоящее название и автор картонов для шпалер неизвестны. Из шести тканых ковров пять посвящены пяти чувствам человека. Тематика ковров послужила основой для оформления сада вокруг музея. Коллекцию шпалер дополняет хорошо сохранившиеся образцы средневековых тканей и шпалер с изображением нравоучительных и библейских сюжетов.

### Статуи собора Парижской Богоматери
Двадцать восемь статуй, изображающих ветхозаветных царей Израиля и Иудеи (упоминаемых в книге пророка Исайи), до 1793 года украшали «галерею королей», расположенную над порталами собора Парижской Богоматери. Во время Французской революции собор прекратил выполнять функции религиозного сооружения. Якобинский конвент объявил, что «все эмблемы всех царств должны быть стёрты с лица земли»; Робеспьер предписал обезглавить каменных царей из Ветхого Завета с фасада собора — любые символы монархии безжалостно уничтожались.
После реставрационных работ середины XIX века место обезглавленных подлинников на фасаде собора заняли копии, оригиналы стали экспонатами музея Клюни. Головы иудейских царей были обнаружены в 1977—1978 годах во время ремонта в подвале Французского банка внешней торговли — оказалось, что во время Революции их выкупил один парижанин, якобы для фундамента, а затем захоронил со всеми почестями и возвёл на этом месте свой дом. Головы были также переданы музею Клюни, где до сих пор выставлены отдельно от статуй.

## Интерьеры музея

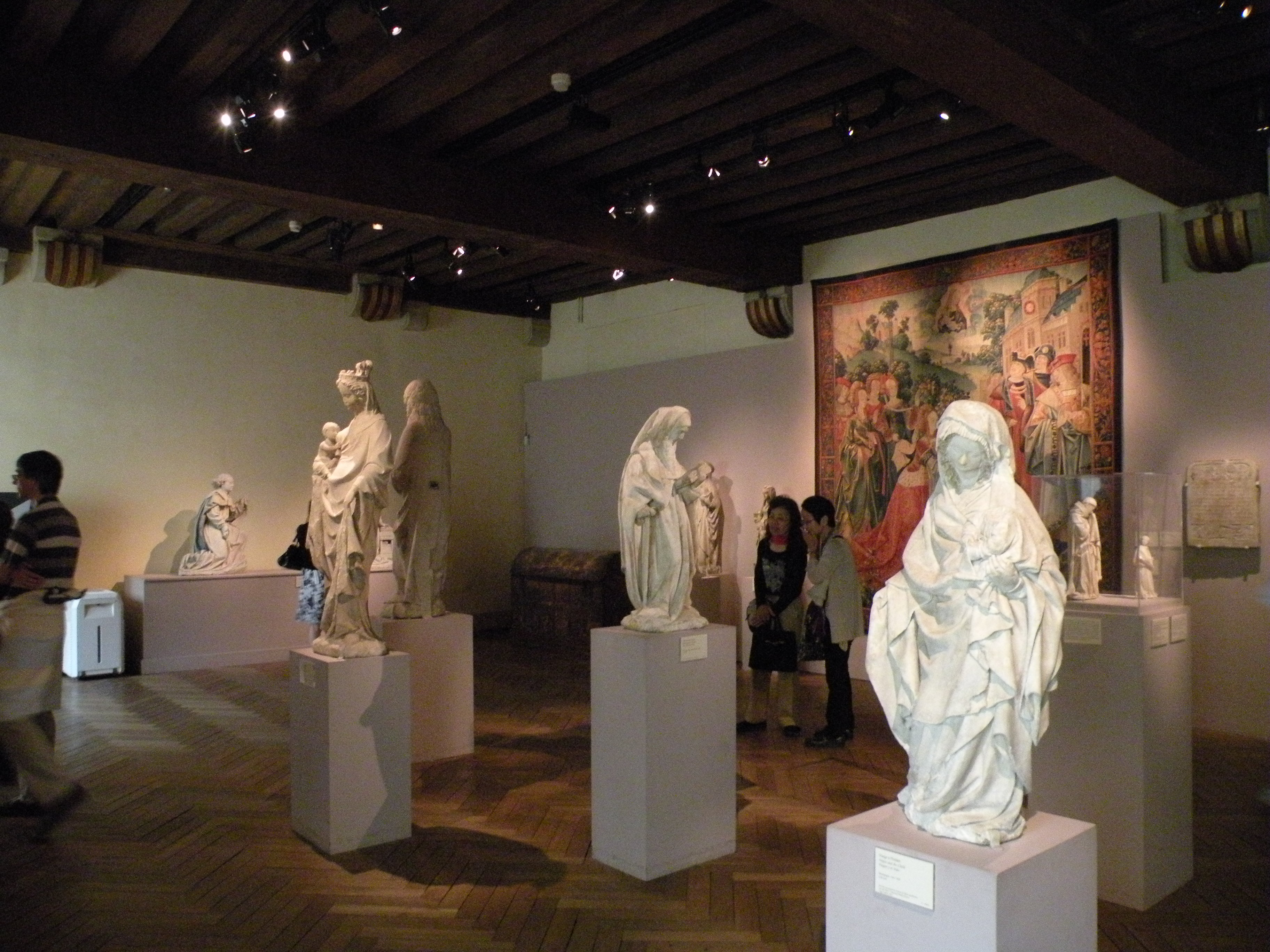
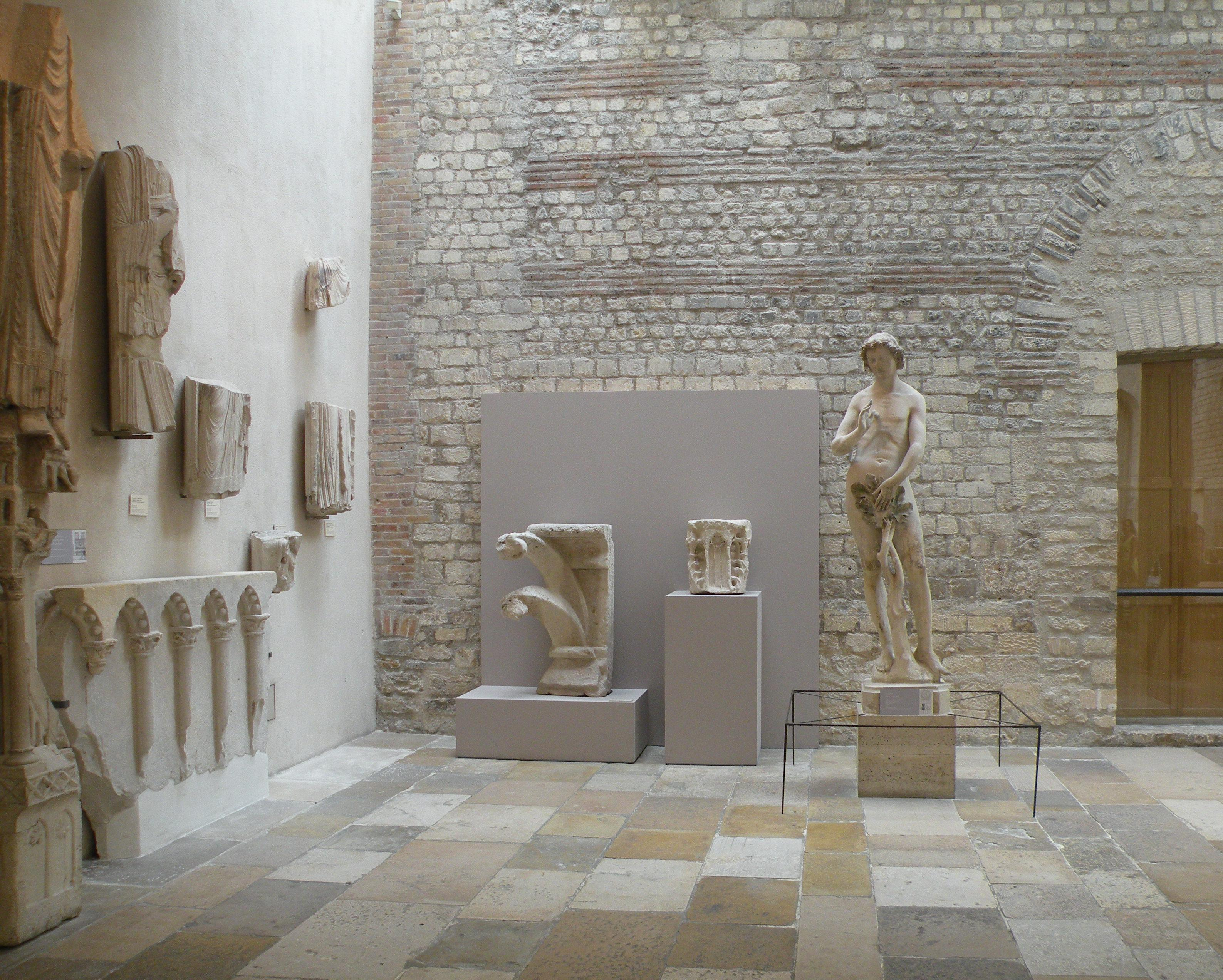
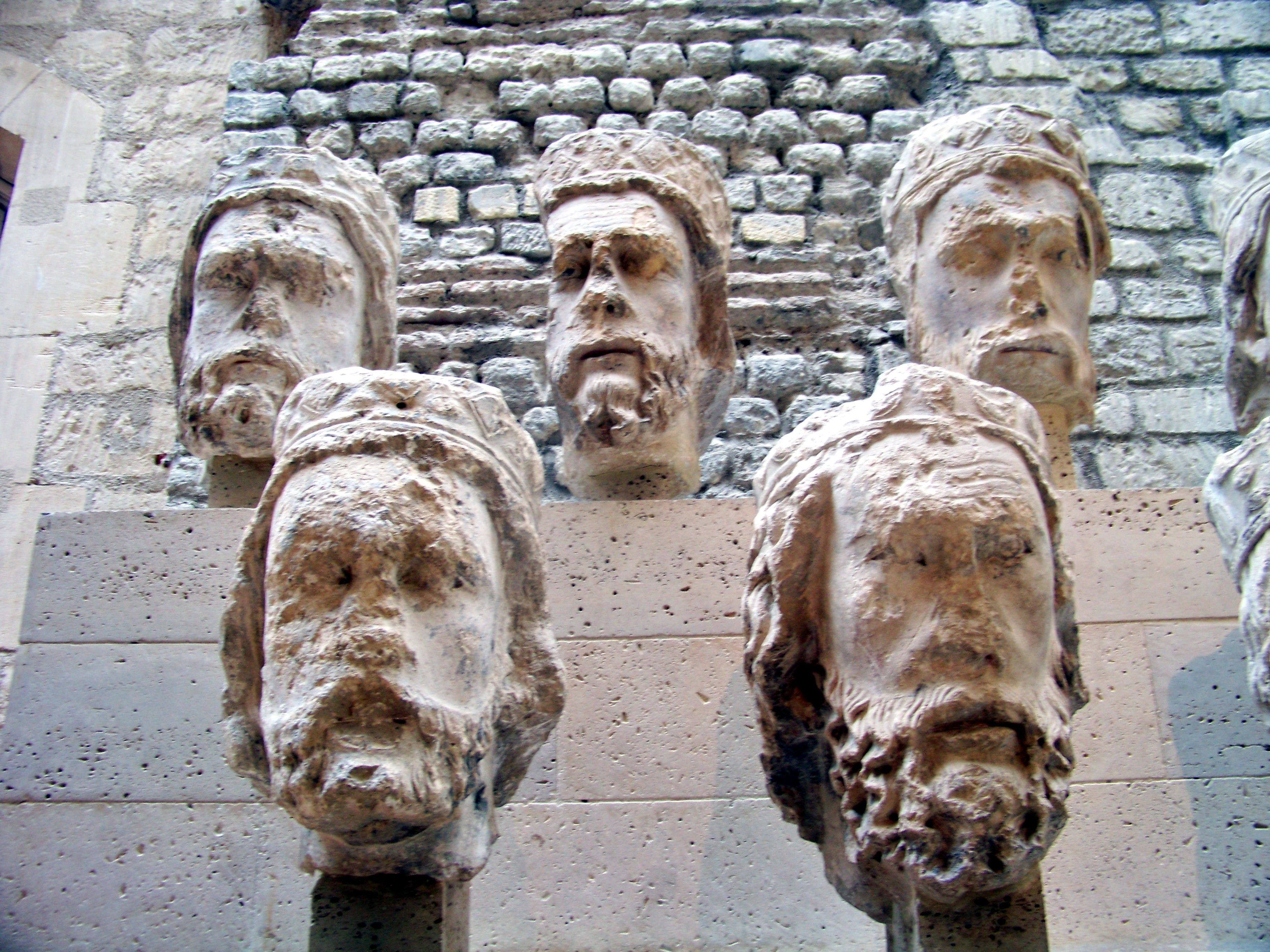
Головы «королей» с галереи собора Нотр-Дам
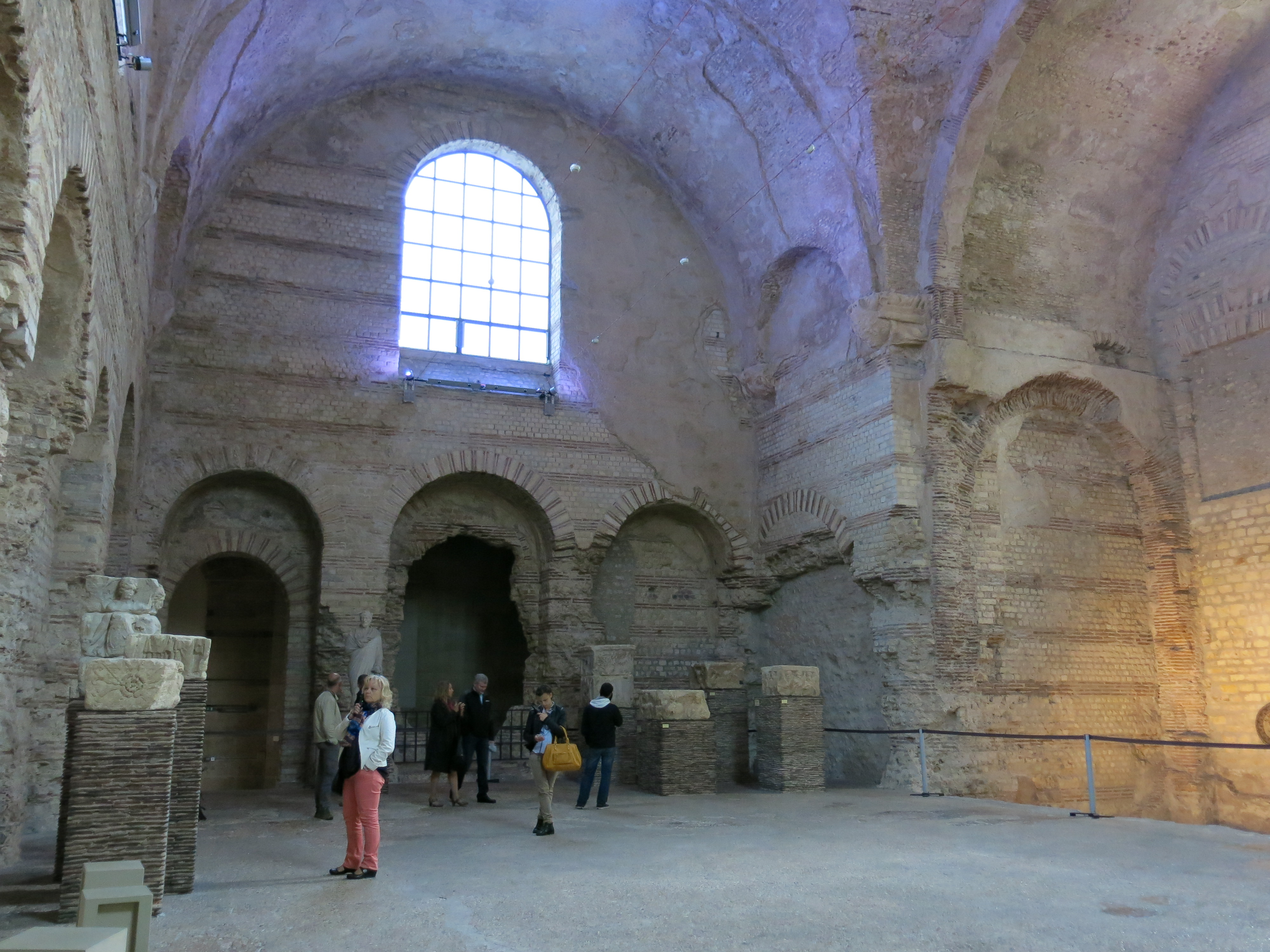
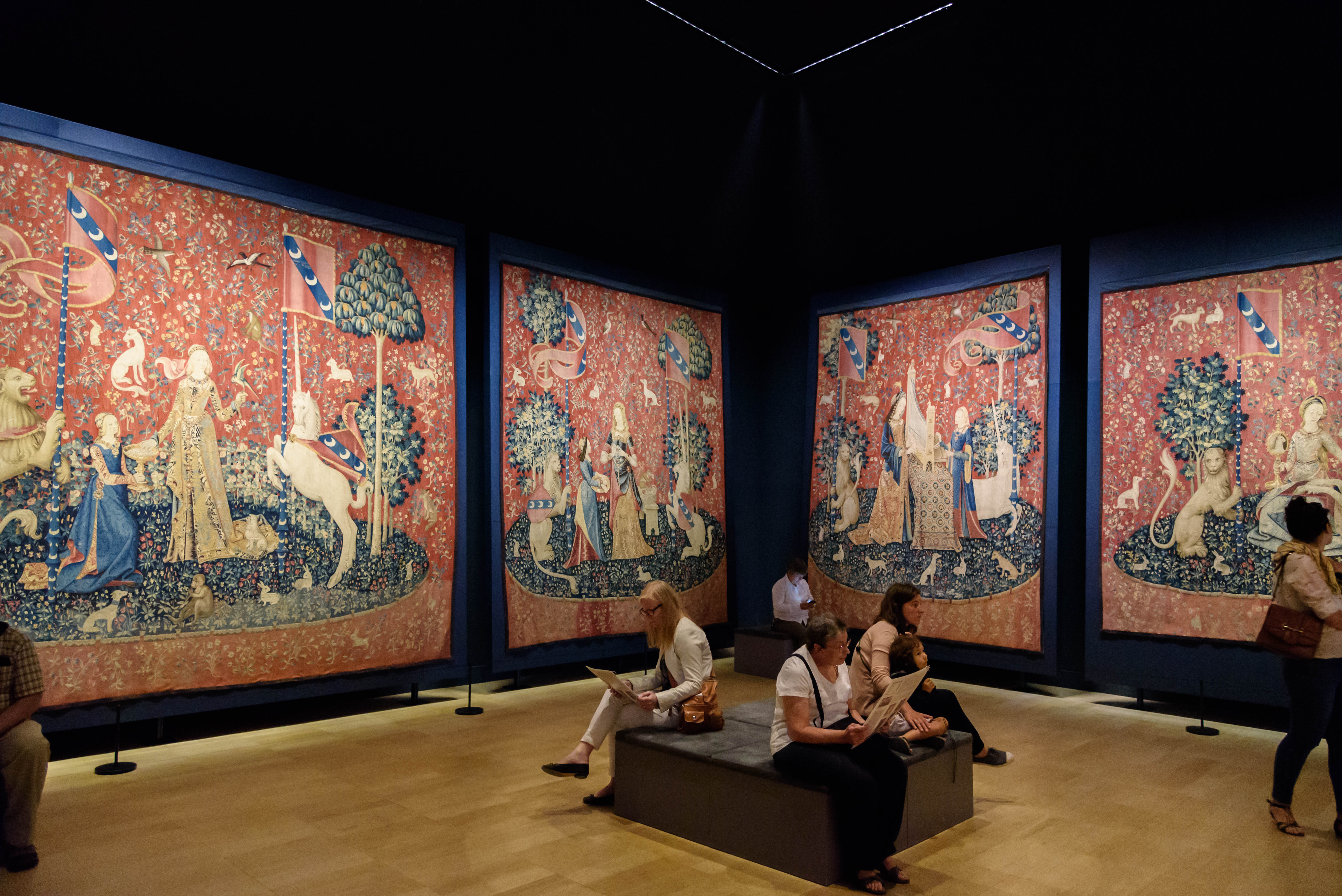
Серия шпалер «Дама с единорогом»
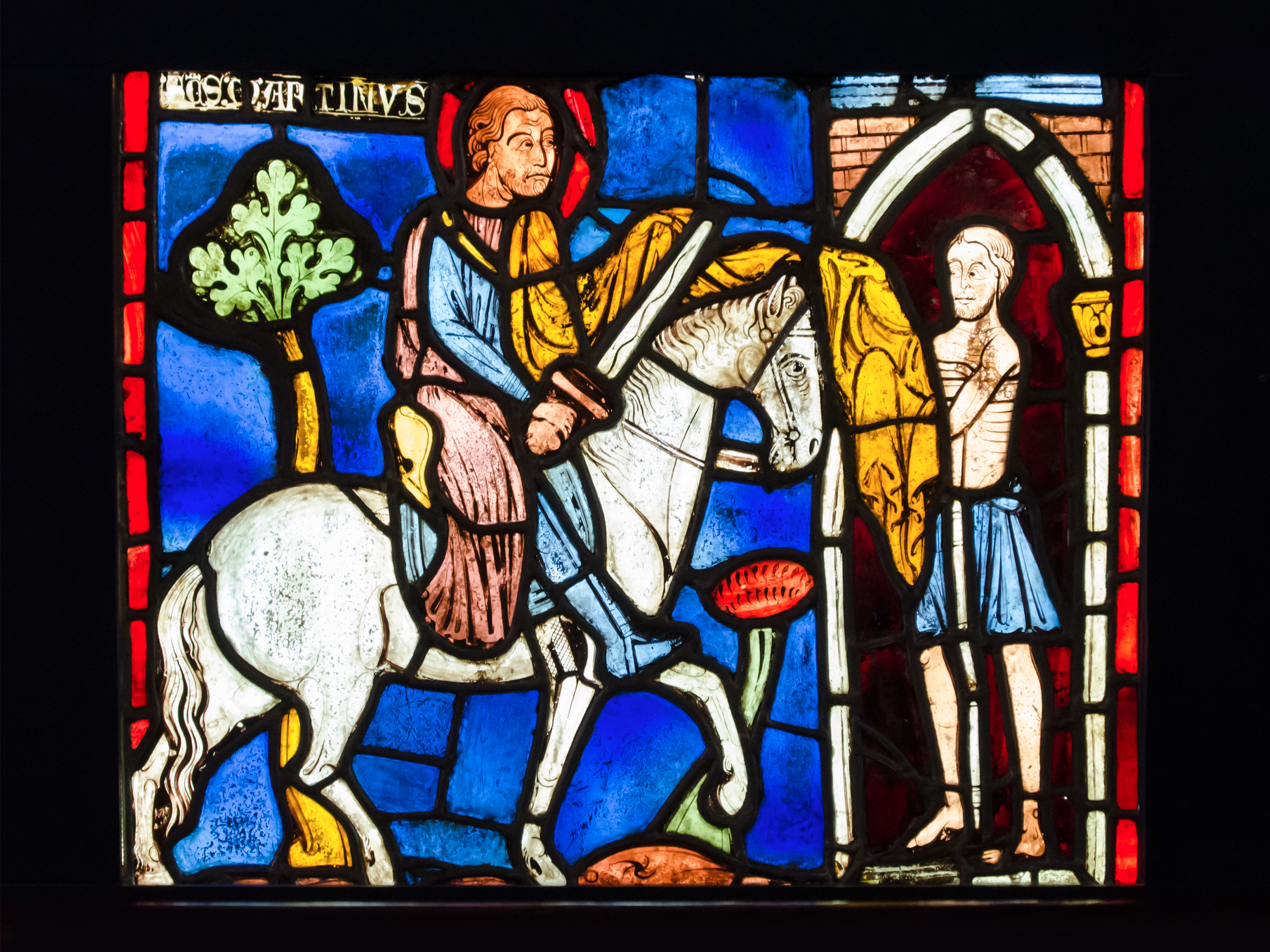
Святой Мартин Турский. Витраж. Ок. 1230 г.

## Практическая информация
Музей находится на территории Латинского Квартала по адресу: 6 place Paul Painlevé.
Время работы: каждый день, кроме вторника, с 09:15 по 17:45. Музей закрыт 1 января, 1 мая и 25 декабря.